# Aittosaari (ö i Kuhmois, Pitkävesi)
Aittosaari är en liten ö i Pitkävesi i Finland. Den ligger i sjön Honkanen och i kommunerna Kuhmois och Orivesi och landskapen  Mellersta Finland och Birkaland, i den södra delen av landet, 160 km norr om huvudstaden Helsingfors. Öns area är 7 hektar och dess största längd är 390 meter i sydväst-nordöstlig riktning.